# María del Carmen Cárdenas
María del Carmen Cárdenas (* 13. Februar 1959) ist eine ehemalige mexikanische Marathonläuferin.
1983 gewann sie die Premiere des Mexiko-Stadt-Marathons. Im Jahr darauf gewann sie den Cleveland-Marathon mit ihrer persönlichen Bestzeit von 2:41:13 h und kam bei den Olympischen Spielen in Los Angeles auf den 40. Platz.
1986 siegte sie erneut in Mexiko-Stadt, und 1987 gewann sie bei den Panamerikanischen Spielen in Indianapolis. Im darauffolgenden Jahr siegte sie beim Sunburst Marathon und wurde Dritte beim San-Diego-Marathon.